# Habilitáció
A habilitáció, illetve a habilitálás a PhD-tudományos fokozatot követő cím megszerzése, azonban nem jelent további, vagy magasabb szintű tudományos fokozatot. A habilitációs oklevél az egyetem által adományozható legmagasabb képesítést, a „venia legendi”-t azaz a szabad kurzushirdetési jogot jelenti. Az elnevezés a latin habilis, „ügyes, alkalmas” melléknévből származtatható (szó szerint: „alkalmassá tétel”).
A felavatott habilitált doktor kimagasló szakmai teljesítménnyel és vezető oktatói alkalmassággal rendelkezik, így az egyetemen szabadon hirdethet tárgyat. A habilitáció az egyetemi tanári kinevezés feltétele, bár ma már több magyarországi egyetemen a docensi kinevezéshez is előírják. A habilitálás tehát azon folyamat, melynek során a doktori (PhD-)fokozattal rendelkező oktató egy habilitációs pályázati anyag benyújtását és elbírálását követően, a habilitációs bizottság, és a jellemzően egyetemi hallgatókból álló közönség előtti két nyilvános előadás megtartásával – melyet idegen nyelven is prezentálnia kell – tanúságot tesz oktatói rátermettségéről, szakmai és tudományos tevékenységéről, igazolja feddhetetlenségét, tudományos alkotó munkájának eredményeit és bizonyítja előadókészségét. A habilitáció során rendszerint a doktori (PhD) publikációs követelmények 3-4 szeresét kitevő tudományos teljesítmény meglétét írják elő az egyetemi habilitációs szabályzatok.

## Az eljárás célja és menete
Az eljárás célja a vezetőoktatói és előadói képesség megítélése, megindítását doktori (PhD vagy a régi, szovjet rendszerben tudományos fokozatot szerzettek esetében CSc., azaz a kandidátusi) fokozattal rendelkezők kérelmezhetik.
Habilitációs eljárás csak azokban a tudományágakban folytatható, amelyekben az adott egyetem doktori képzésre és doktori fokozat odaítélésére jogosult, lefolytatását a Tudományterületi Doktori Tanácsokra épülő Tudományterületi Habilitációs Bizottságok látják el.
A habilitációs eljárásra a PhD-fokozatszerzést követő legkorábban 4-5 év múlva kerülhet sor, de legtöbbször ennél több év elteltét követően kerül csak sor a habilitációs eljárásokra. Az, hogy a habilitáció hány évvel követi a doktori fokozat megszerzését, tudományáganként eltér: a reáliák esetében ez jellemzően korábban történik meg, mint a humántudományok esetében. A habilitáció feltétele a Ph.D./DLA után készült monográfia jellegű munka és a megfelelő szakmai publikációk minősége és mennyisége hazai és nemzetközi szaklapokban. A követelmények tudományáganként és egyetemenként eltérőek. A magyar felsőoktatásban jelentős számú Ph.D./DLA doktori fokozattal rendelkező oktató van, aki a docensi beosztásba történő kinevezését követően nem vesz részt a későbbiekben habilitációs eljárásban, így a dr. habil címet sem szerzi meg. Ezen oktatók túlnyomó része főiskolai docens vagy egyetemi docens beosztásban van foglalkoztatva.
A nemzeti felsőoktatásról szóló 2011. évi CCIV. törvény 28. § szerint az egyetemi tanári kinevezés előfeltétele a habilitáció vagy azzal egyenértékű nemzetközi felsőoktatási oktatói gyakorlat. Több egyetemen az egyetemi tanári kinevezés előfeltétele a habilitáción kívül az „MTA Doktora” cím megszerzése is.